# Virginia Gil de Hermoso
Virginia Gil de Hermoso (Coro, Estado Falcón, 1856 - idem, 1912) fue una escritora venezolana.
A los dieciocho años publicó su primer libro, un bello poema en prosa titulado María Bravía. Escribió unos cien artículos sueltos sobre costumbres y varios cuentos en las revistas y periódicos de su tiempo. Colaboró en la famosa revista El Cojo Ilustrado y en la Cosmópolis.

## Obra
Sus obras más importantes son: Incurables, una novela psicológica y Sacrificios, que fue traducida al francés.